# Tang posteriors
Els Tang posteriors, o simplement Tang, foren una efímera dinastia imperial que governà plenament el nord de la Xina del 923 al 937 durant el període de les Cinc Dinasties i Deu Regnes de la història de la Xina.
El 880 la dinastia Tang estava molt debilitada per la rebel·lió de Huang Chao. La capital imperial Chang'an i la segona ciutat Luoyang van caure en mans dels rebels; la cort Tang va crida en ajut a una horda turca, anomenada tchöi o shato o shatuo (antiga transcripció xinesa tch'ou-yue i també cha-tó, que vol dir "gent del desert d'arena"). Les fonts xineses del segle vii els donen dos noms: Tch'ou-yue als que vivien com a nòmades a la part a l'orient del llac Barkul, i Tch'ou, que poblaven la part a l'oest del mateix llac.
El 808 els shato foren establerts com a federats pels Tang, que els va fixar com a residència la zona al nord-est de Ling-tcheou, prop de Ning-hia, al nord de l'Ordos. Allí van romandre sense sortir del territori assignat fins al 878.
En aquest any, aprofitant la guerra civil desfermada a la Xina, el cap dels shato, Li Keyong es va apoderar de l'anomenada marca de Ta-t'ong and nord de Shanxi el que li permetia intervenir en els afers xinesos; el 880 els rebels es van apoderar de Tchangngan i Lo-yang, i l'emperador Tang va demanar ajut als shato dirigits per Li Keyong que només tenia 28 anys; fou extraordinàriament fidel als Tang fins al final. El 883 va expulsar els rebels de Tchangngan i fou recompensat amb el nomenament de ministre del govern imperial i amb el govern de Taiyuan (antiga transcripció T'ai-yuan) al modern Shanxi. Si hagués volgut haguera pogut enderrocar la dinastia i ocupar el lloc de l'emperador, però va restar lleial. Un antic cap de bandits, Zhu Wen, fou el que va donar aquest pas el 907 i va fundar la dinastia dels Liang posteriors.

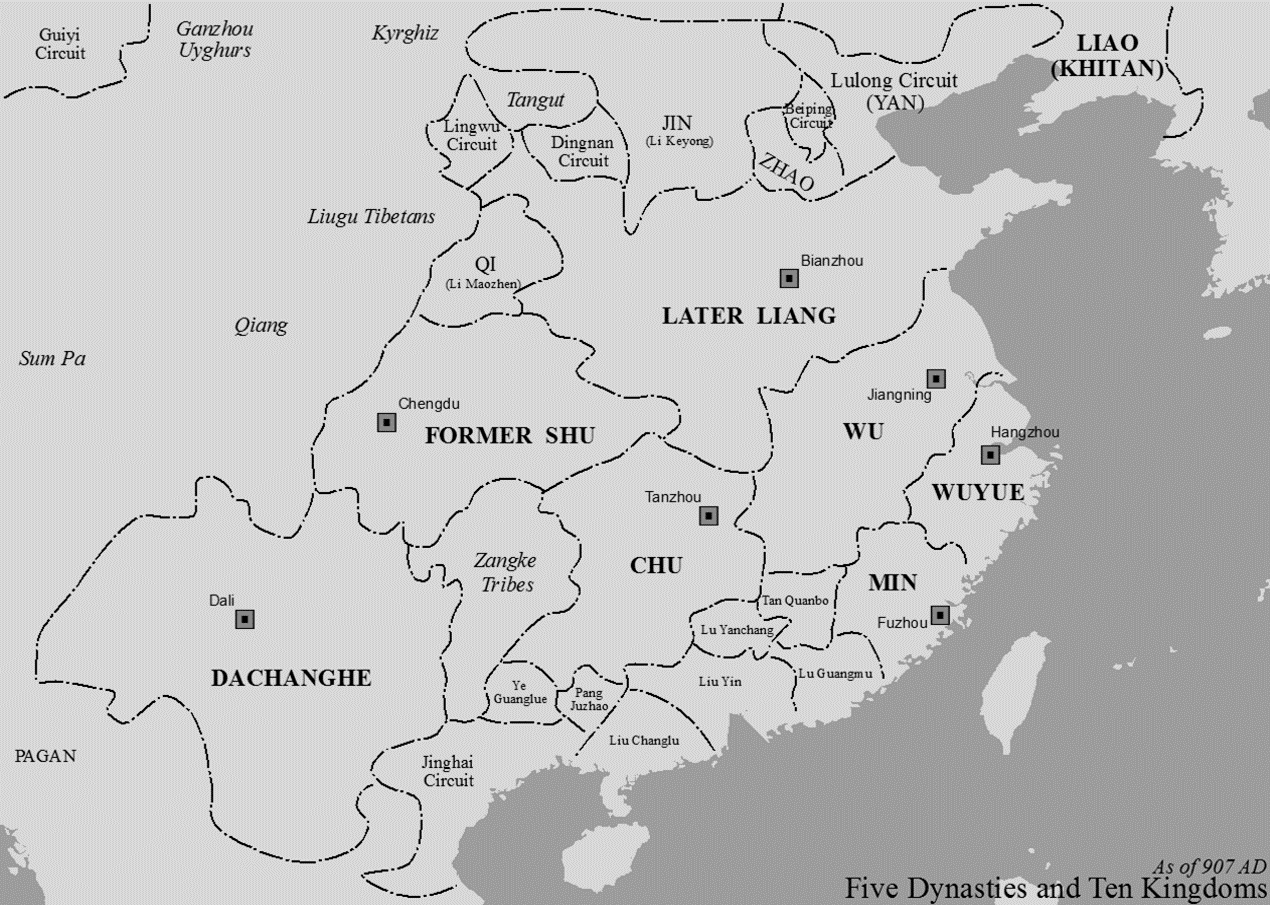
Xina cap al 907, quan cau la dinastia Tang

Li Keyong va restar amo de Shanxi (Shansi). Va morir el 908 i el va succeir el seu fill Li Cunxu que va portar el títol de rei de Tsin amb Taiyuan com a capital. El 923 va enderrocar als Liang posteriors i es va proclamar emperador de la Xina com a continuador dels Tang, sent coneguda la seva dinastia com a Tang posteriors. La seva capital fou Lo-yang. Va morir el 926 i el va succeir Li Siyuan o Li Dan (926-933), a aquest Li Conghou (933-934) i finalment Li Congke. El 936 fou enderrocat pel general shato Che King-t'ang, amb l'ajut dels kitan, i va fundar la dinastia dels Jin posteriors (Tsin posteriors).